# Дуровщина
Дуровщина — деревня в Рославльском районе Смоленской области России. Входит в состав Хорошовского сельского поселения.

## География
Расположена в южной части области в 6 км к северо-западу от Рославля, в 7 км западнее автодороги А141 Орёл — Витебск. В 7 км северо-восточнее деревни расположена железнодорожная станция Остёр на линии Смоленск — Рославль.

## История
В годы Великой Отечественной войны деревня была оккупирована гитлеровскими войсками в августе 1941 года, освобождена в сентябре 1943 года.

## Население
Население — 10 жителей (2007 год)

## Известные уроженцы
Фомченков Константин Фёдорович (1918—1944) — Герой Советского Союза.